# Códice Áureo de Lorsch

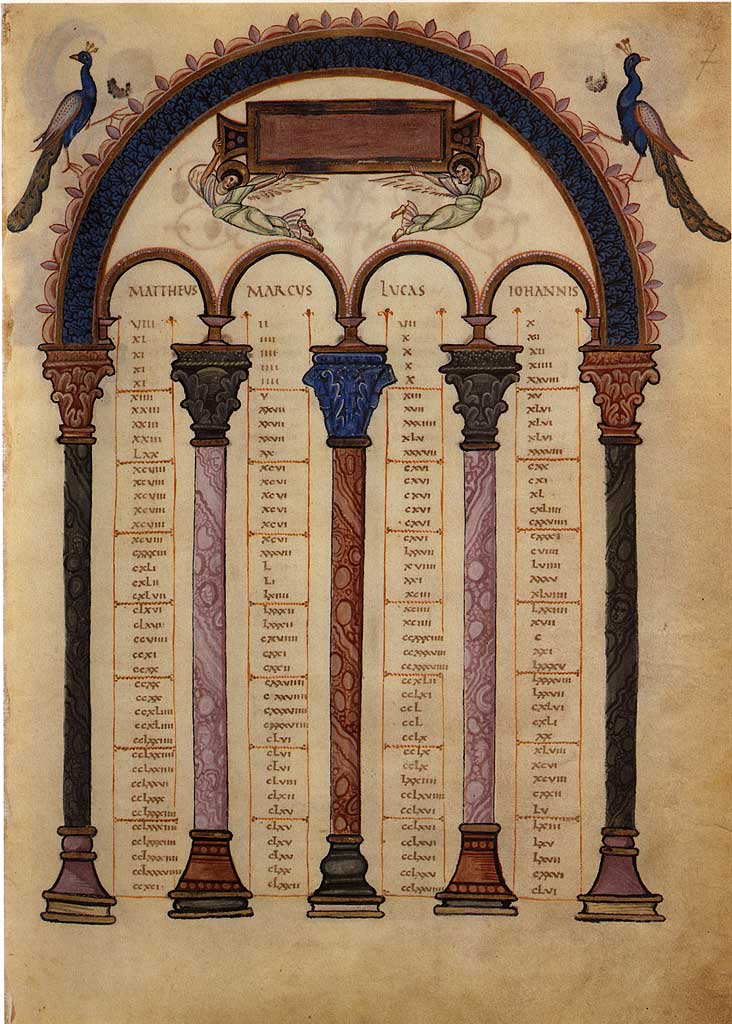
Codex Aureus of Lorsch

O Codex Aureus of Lorsch ou Evangelhos de Lorsch (Biblioteca Apostolica Vaticana, Pal. lat. 50 e Alba Iulia, Biblioteca Documenta Batthyaneum, s.n.) é um Evangelho com iluminuras escrito entre 778 e 820, aproximadamente no período do reinado de Carlos Magno sob o Reino Franco. As várias partes originais estão localizadas em:
- Biblioteca de Batthyaneum, em Alba Iulia, Romênia: Evangelhos de Mateus e Marcos
- Biblioteca do Vaticano: Evangelhos de Lucas e João
- Victoria and Albert Museum, Londres: os painéis de marfim da capa

Talvez tenha sido escrito na Abadia de Lorsch (Alemanha), que possuía uma das melhores biblioteca do mundo nos séculos X e XI, com o nome de Codex Aureus Laurensius. No século XVI, o manuscrito foi levado para Heidelberg para tornar-se parte da famosa Biblioteca Palatina. O códice foi roubado de lá em 1622 durante a Guerra dos Trinta Anos e desmembrado em vários partes para que pudesse ser vendido mais facilmente. A ricamente ilustrada primeira parte, agora em Alba Iulia, Romênia, foi vendida à Família Batthyány (1741 – 1798). A segunda parte está na Biblioteca do Vaticano, com a contracapa nos Museus do Vaticano. Já a capa está hoje no Victoria and Albert Museum em Londres. 
Um facsimile do códice foi entre como presente para a Rainha Elizabeth II pelo Papa Bento XVI em 16 des setembro de 2010, que, por sua vez, recebeu uma série de gravuras de Hans Holbein, o Jovem, que faziam parte da Coleção Real.  Uma completa versão digital da obra está disponível online.

## Galeria

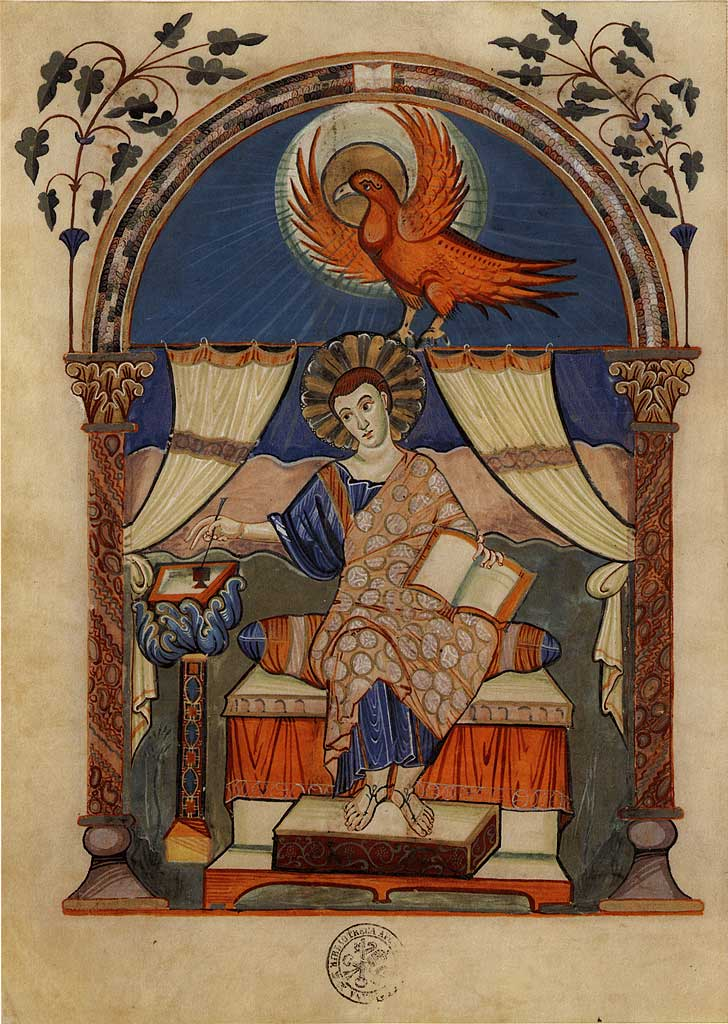
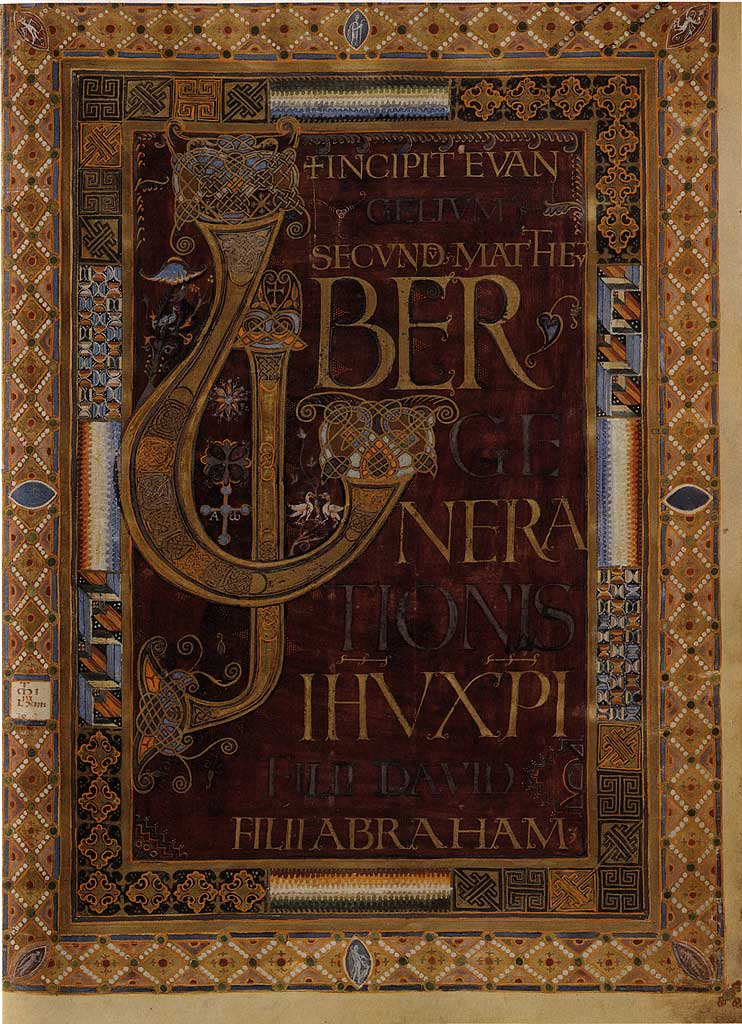
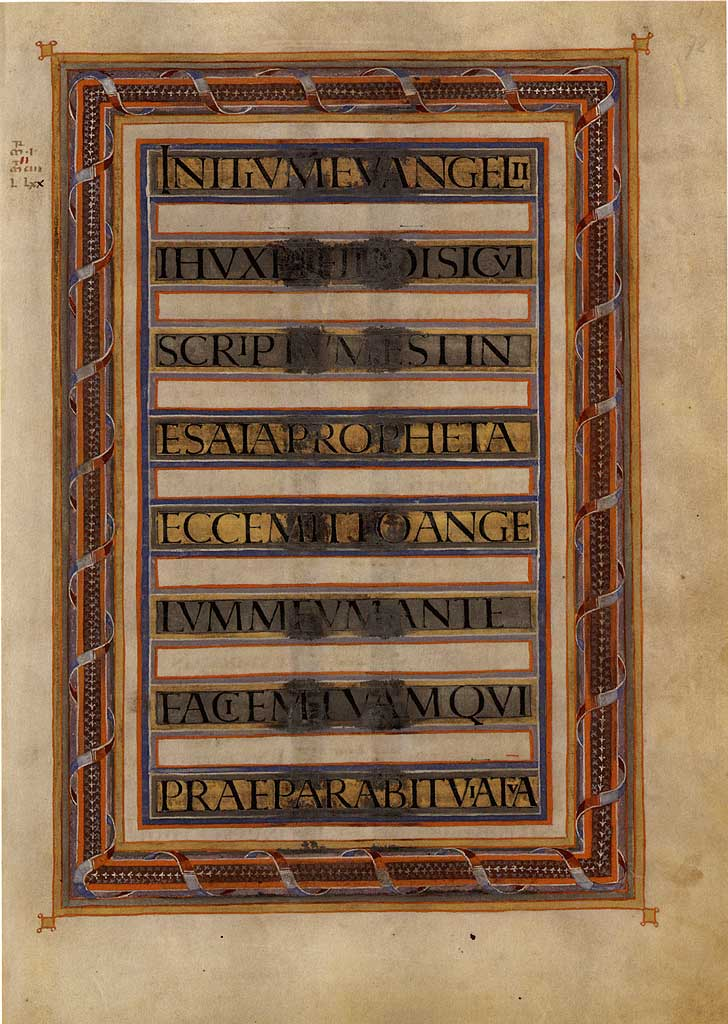
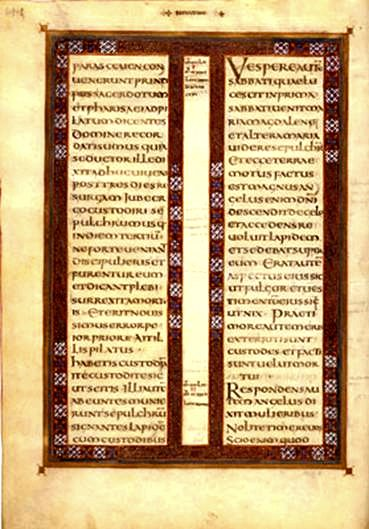
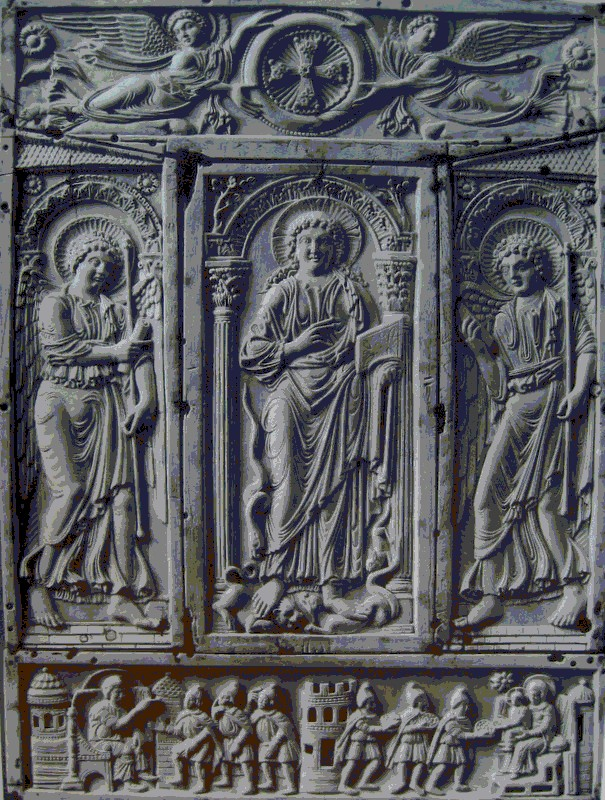
Ivory back cover

## Notes
1. ↑  Illustration; Herbert Schultz, p. 283, The Carolingians in Central Europe, their history, arts, and architecture: a cultural history of Central Europe, 750-900, BRILL, 2004, ISBN 90-04-13149-3, ISBN 978-90-04-13149-1
2. ↑  Visita do Papa à Inglaterra, The Guardian, 16/09/2010
3. ↑  Pal. lat. 50 (Vatican, Biblioteca Apostolica Vaticana) Arquivado em 25 de abril de  2013, no Wayback Machine. - digital facsimile (na sua maior parte em Inglês)], com imagens maiores que versão na Biblioteca Nacional da Romênia